# Historie (singel Hey)
Historie – piosenka i drugi singel Hey z płyty Błysk. W utworze podmiot liryczny prosi, by skupiać się na wzajemnych relacjach, na obcowaniu z naturą. Protestuje przeciw interesowaniu się polityką, smutnymi historiami z wiadomości i włodarzami tego świata. Słowa napisała Katarzyna Nosowska, muzykę skomponowali Paweł Krawczyk, Nosowska i Bartosz Dziedzic.

## Notowania
- Lista Przebojów Trójki: 1[3]